# Préssec d'Ordal

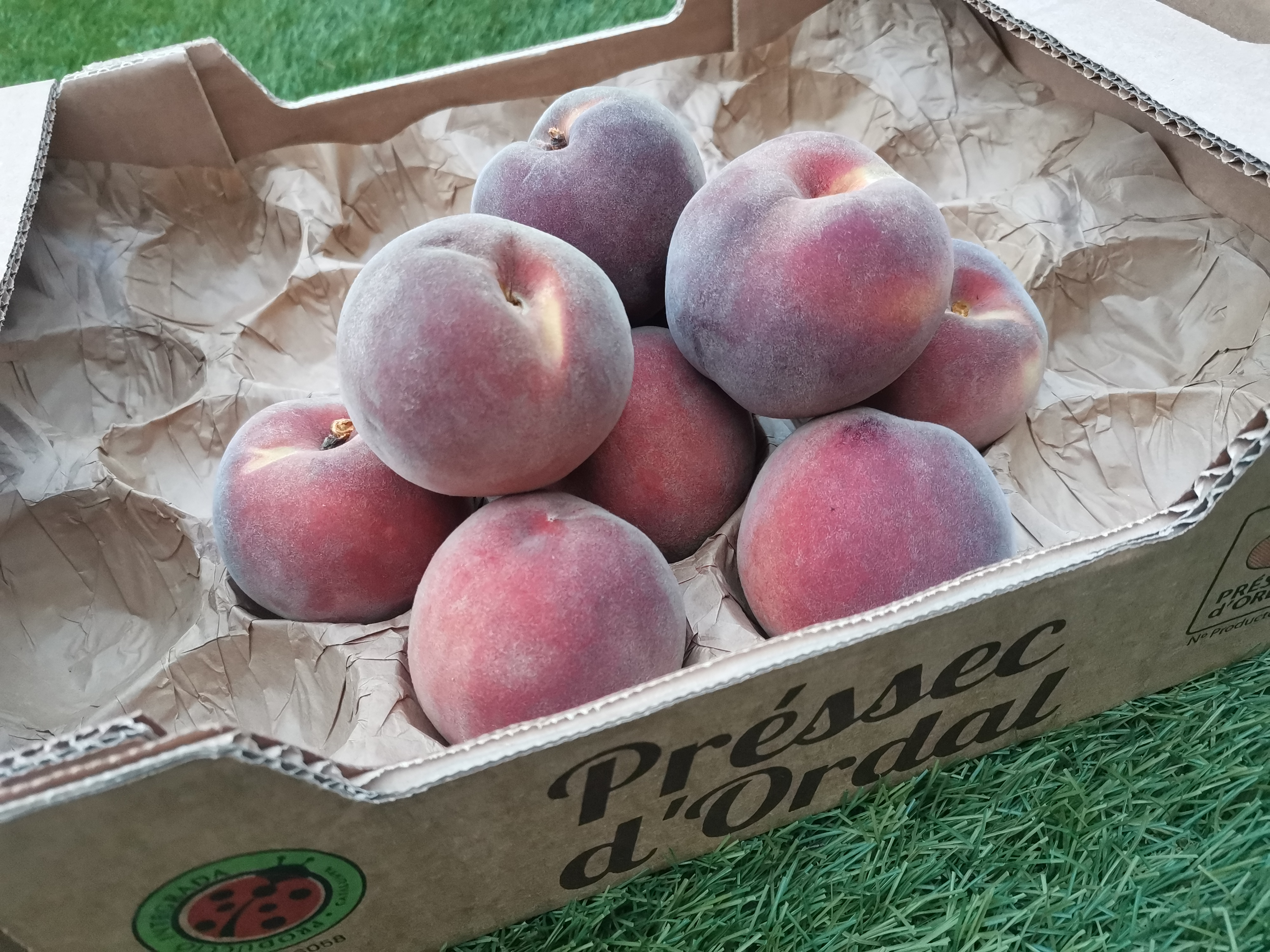

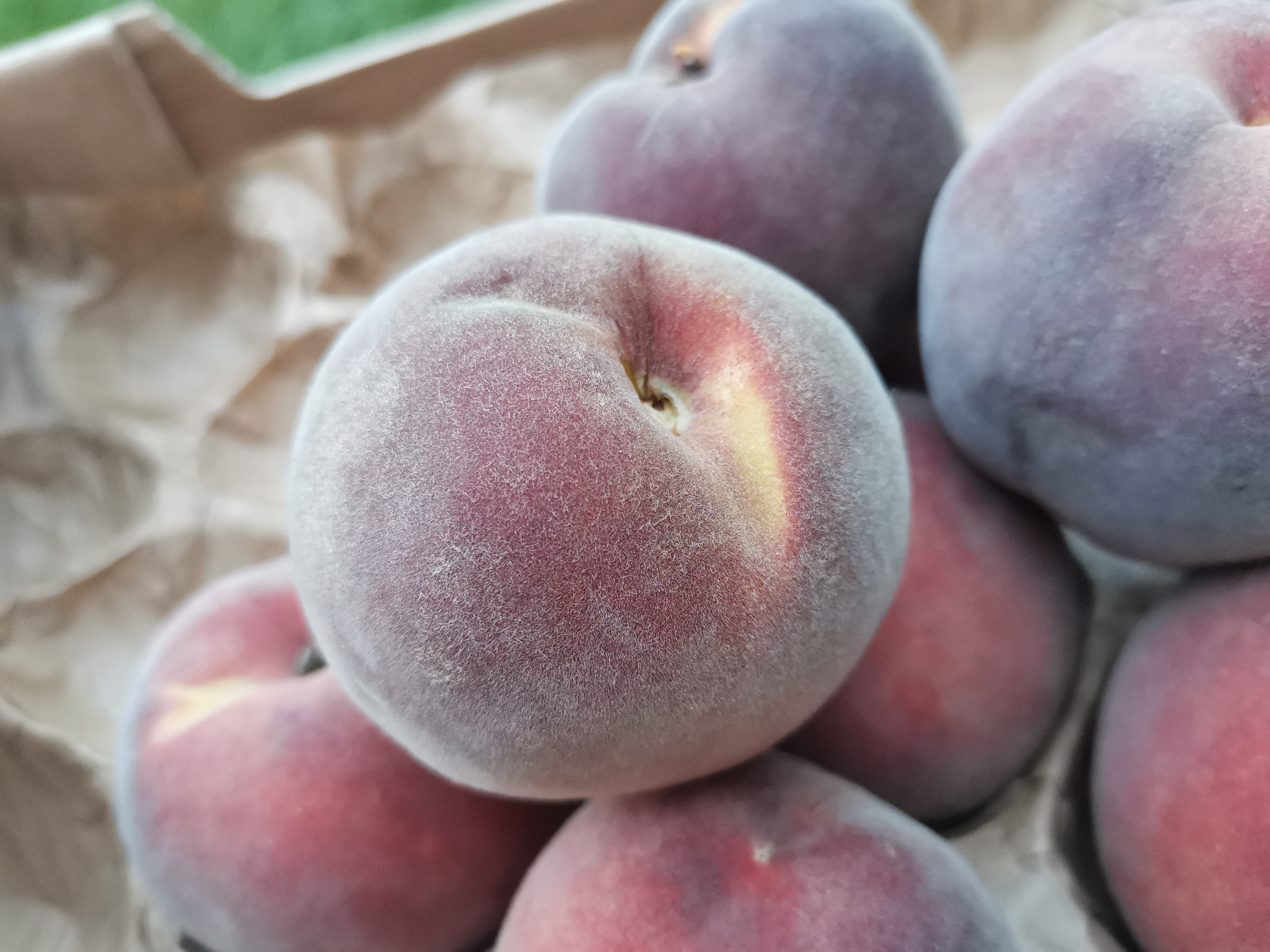

El préssec d’Ordal és una varietat geogràfica de préssec que es creix entre els municipis de Subirats i Avinyonet del Penedès a la comarca de l'Alt Penedès, Catalunya.
És un dels productes de més qualitat de la zona. Es tracta d’un cultiu 100% de secà en un terreny argilós i molt calcari. Aquestes característiques fan que el fruit que se’n deriva tingui unes qualitats difícils de trobar en altres regions on el conreu del presseguer també hi és estès.
Té un gust i aroma intensos i, depenent de la varietat la seva carn pot ser d'una textura més carnosa o més sucosa.
La varietat més coneguda és el préssec de vinya, una varietat d'un color groc intens, carnós i dolç, però amb un petit toc àcid que el fa molt agradable al paladar.
La collita comença a principis de juny i finalitza a mitjans d'agost. Ara bé, com que no es rega, la recol·lecció no es pot allargar més en el temps.
Durant els mesos de recol·lecció de juny, juliol i agost, a Sant Pau d'Ordal, se celebra cada cap de setmana el "Mercat del préssec d'Ordal", un espai que permet l’intercanvi comercial directe entre els productors de Préssec d’Ordal i els seus consumidors.